# Xóchitl Hamada
Xóchitl Guadalupe Hamada Villarreal (née le 1er mai 1970 à Nuevo Laredo), plus simplement connue en tant que Xóchitl Hamada (ソチ 浜田, Sochi Hamada), est une ancienne catcheuse nippo-mexicaine. Elle est la fille de Gran Hamada, et la grande sœur de Ayako Hamada.

## Palmarès
- Asistencia Asesoría y Administración
  - Championnat de la Reine des Reines de la AAA

- Consejo Mundial de Lucha Libre
  - Championnat Mondial Féminin de la CMLL

- Japan Women's Pro
  - JWP Pacific Coast Tag Team Championship (1 fois avec Miss A)